# A Watermelon Feast
A Watermelon Feast je americký němý film z roku 1896. Režisérem byl William Kennedy Dickson (1860–1935).
Film inspiroval snímek Watermelon Contest ze stejného roku. Oba filmy pejorativně vyobrazují spojení mezi černochy a melounem. Tento rasistický stereotyp se v americké kultuře objevoval od konce 19. století do 20. let 20. století.

## Děj
Film zachycuje afroamerickou rodinu, jak jí vodní melouny.